# Wittenburg (Elze)
Der Ort Wittenburg ist der kleinste Stadtteil von Elze und liegt im Westen des Landkreises Hildesheim in der Metropolregion Hannover-Braunschweig-Göttingen in Niedersachsen. Durch den Ort führt die Kreisstraße 502.

## Geschichte
In Wittenburg befanden sich früher die Burg Wittenburg und später das Kloster Wittenburg, von dem außer den Fundamenten nur noch die mächtige Klosterkirche und das Wirtschaftsgebäude erhalten sind. Von der Anhöhe mit der Klosterkirche hat man einen weiten Blick über das Leinetal hinweg zum Schloss Marienburg, zum Hildesheimer Wald und bei klarer Sicht bis zum Brocken.
Am 1. März 1974 wurde Wittenburg, das bis dahin dem Landkreis Springe angehörte, der Stadt Elze eingegliedert.

## Politik

### Stadtrat und Bürgermeister
Wittenburg wird auf kommunaler Ebene vom Rat der Stadt Elze vertreten.

### Ortsvorsteher
Der Ortsvorsteher von Wittenburg ist Jan Ratzeburg (CDU).

## Kultur und Sehenswürdigkeiten
Bauwerke 
Die im Mittelalter entstandene Burg Wittenburg lag auf der südlichen Spitze der Finie, eines Höhenzuges nordwestlich von Elze, zwischen Osterwald (Barenburg) und Marienburg. Strategisch lag sie günstig; so konnte die nord-südliche Straßenverbindung wie auch der west-östliche Hellweg kontrolliert werden. Die Burg wandelte sich im 14. Jahrhundert zu einem Kloster der Augustiner-Chorherren innerhalb der Hildesheimer Kongregation. Nach der Reformation in der Mitte des 16. Jahrhunderts verfiel das Kloster und wurde zum Sitz des Amtes Wittenburg. Später wandelte es sich zur Domäne, und unter König Georg III. von Hannover zum Mustergut. Seit 1795 war es Versammlungsort der Calenbergischen Landwirtschaftsgesellschaft. An Baulichkeiten hat sich im Wesentlichen nur die ehemalige Klosterkirche erhalten. Heute wird sie in der vorderen Hälfte als Kirche, in der hinteren Hälfte im Rahmen des Wittenburger Sommers für Ausstellungen und Veranstaltungen genutzt.

## Persönlichkeiten
Personen, die mit dem Ort in Verbindung stehen
- Dietrich Engelhus (um 1362–1434), Lehrer und Verfasser lateinischer Werke, starb in Wittenburg